# Bojnäset
Bojnäset är en udde i Finland. Den ligger i Raseborg i landskapet Nyland, i den södra delen av landet, 100 km väster om huvudstaden Helsingfors.
Terrängen inåt land är platt. Havet är nära Bojnäset åt sydväst. Runt Bojnäset är det glesbefolkat, med 19 invånare per kvadratkilometer. Närmaste större samhälle är Ekenäs, 15,5 km öster om Bojnäset. I omgivningarna runt Bojnäset växer i huvudsak barrskog.